# Maatschappelijke vorming
Maatschappelijke vorming of mavo is een schoolvak in het Vlaamse onderwijs. Het wordt voornamelijk in de B-stroom, de voorloper van het bso gegeven in de eerste graad (leerjaar 1B en BVL). Mavo is een 2- of 3-uurs vak dat in de plaats komt van de vakken geschiedenis, aardrijkskunde en maatschappijleer, vakken die eerder tot het aso behoren. Voor het bso is mavo een algemeen vormend vak, het wordt wel op een concrete manier gegeven aan de hand van actuele thema's, zoals openbaar vervoer, mobiliteit, milieu, democratie, samenlevingsvormen, meerderjarigheid/minderjarigheid. Vaak wordt er daarbij gekeken hoe actuele zaken zijn oorsprong kennen in het verleden.
Men gebruikt vaak didactische werkvormen die leerlingen actief betrekken bij het leerproces. Dit kunnen bijvoorbeeld opzoekingsopdrachten of groepswerken zijn. In de 2e en 3e graad bso komt het vak pav (Project Algemene Vakken) in de plaats van mavo, maar de werkwijze en de werkvormen zijn vrijwel dezelfde als die van mavo.
In sommige scholen kiest men er echter resoluut voor om het vak mavo te blijven geven tot en met het zevende jaar van het beroepsonderwijs.